# Shining (серия игр)
Shining — серия тактических ролевых игр и игр в жанре Action RPG, разработанная компанией Sega.

## Игры серии
- Shining in the Darkness — первая игра от компании Сега из этой серии, появилась в 1991 году, на 16-и битной консоли Sega Genesis, больше известной в России, как Sega Mega Drive 2. Представляет собой блуждание по лабиринтам с видом от первого лица. Бои в игре пошаговые, с видом от первого лица.
- Shining Force — The Legacy of Great Intention — вторая игра, вышла в 1993 году, тоже на 16-и битной приставке. Именно эта часть легла в основу следующих серий, так как в ней бои уже проходят с видом сверху в пошаговом режиме. Каждый персонаж получает опыт в бою только за свои действия, а не как в Shining in the Darkness, где опыт равномерно распределяется среди членов отряда. Поле боя разделено на клетки.
- Shining Force CD — прямое продолжение прошлой серии, вышедшее в 1994 году уже на приставке Sega-CD. Являясь более долгим продолжением истории Shining Force, игра тем не менее не стала столь популярной, как другие серии. Возможно, причиной этому послужило то, что приставка Sega-CD была гораздо менее востребованной на рынке из-за меньшего числа выпущенных под неё игр.
- Shining Force 2 — продолжение серии игр, которое однако весьма отдалённо продолжает историю волшебного мира. Эта игра вышла в 1994 году на 16-и битной Sega Genesis, в ней появился ряд улучшений, благодаря которым игра стала эталоном качественной jrpg и завоевала множество поклонников.
- Shining the Holy Ark — игра 1996 года выпущенная для Sega Saturn. Shining the Holy Ark не является прямым продолжением Shining in the Darkness, однако использует похожий механизм геймплея и боёв в частности (практически в полном 3D). Игра повествует о приключениях группы из трёх наёмников в царстве Enrich.
- Shining Force 3 — третья часть серии, вышедшая в 1997 году на 32-битной Sega Saturn. Было выпущено целых три сценария на трёх CD (с 1997 по 1998 год). Официального релиза второго и третьего диска за пределами Японии не было. Однако усилиями ромхакеров они были переведены на английский.